# Palast Hohenems
Der Palast Hohenems war das Residenzschloss der Grafen von Hohenems in der Vorarlberger Kleinstadt Hohenems in Österreich und befindet sich bis heute in Privatbesitz der Familie Waldburg-Zeil.

## Geschichte

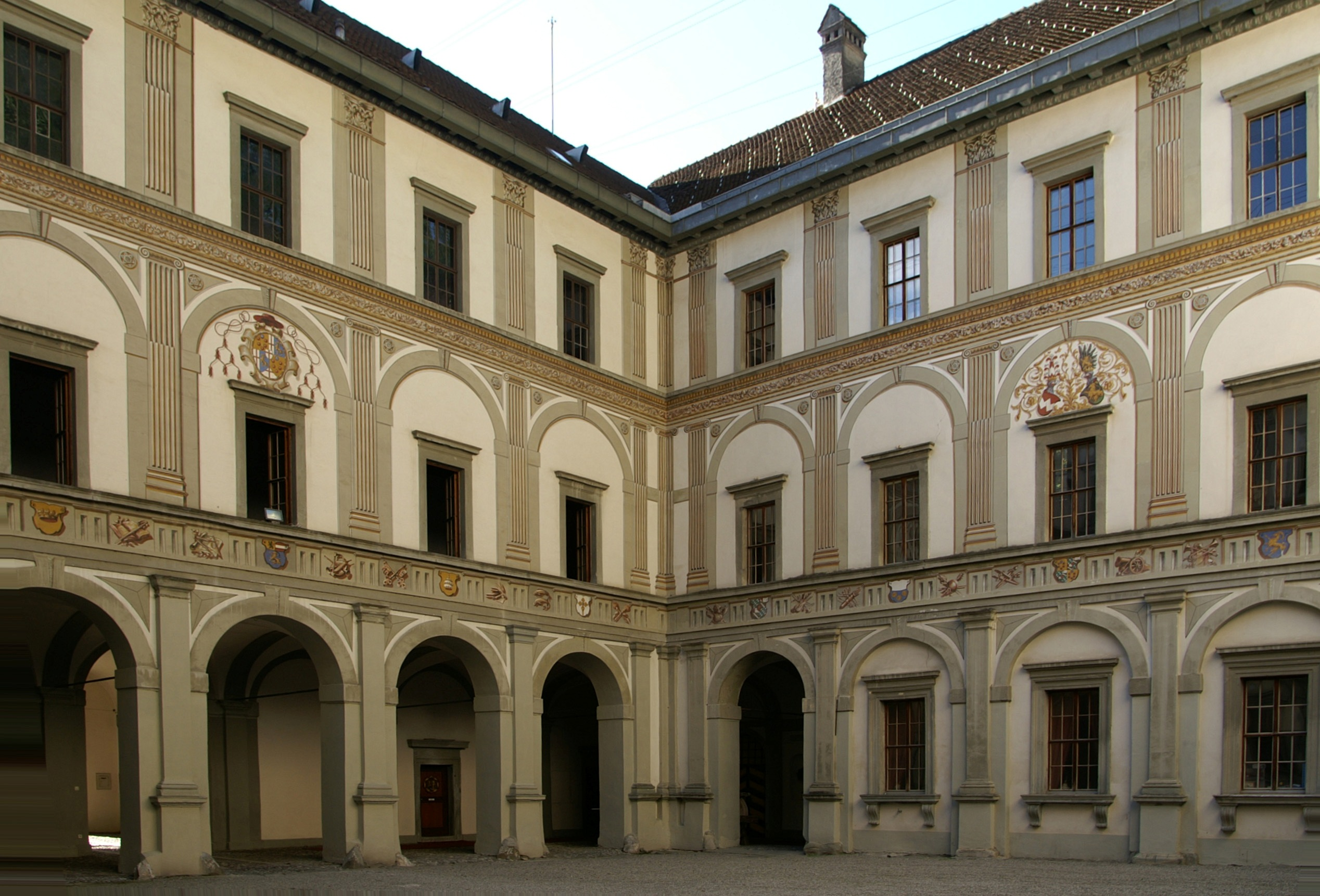
Innenhof des Palastes Hohenems

Der Palast Hohenems geht auf eine Vorarlberger Adelsfamilie zurück, die ursprünglich als Reichsministeriale (nachweisbar seit 1180) der Welfen und der Staufer mit der Burghut der Reichsburg Ems (siehe Burgruine Alt-Ems) und der Überwachung der Reichsstraße nach Italien betraut war. Ihren Aufstieg verdankte die Familie am Ausgang des Mittelalters einerseits militärischen Verdiensten, die sich Merk Sittich I. von Ems (1466–1533) als Landsknechtsführer in Diensten Karls V. in Italien erworben hatte, andererseits der Verheiratung von Merks Sohn Wolf Dietrich (1507–1538) mit Chiara de Medici (geb. 1507, verheiratet 1528). Sie war eine Schwester des Condottiere Gian Giacomo Medici (1498–1555), Markgraf von Marignano aus einer Mailänder, nicht mit den florentinischen Medici verwandten Familie, dessen jüngerer Bruder Giovanni Angelo Medici 1559 zum Papst gewählt, am 6. Jänner 1560 als Pius IV. gekrönt wurde und bald darauf begann, Benefizien an seine Mailänder und Emser Verwandtschaft zu verteilen. Um ihrer „plutsfreundschaft“ mit dem neuen Papst willen erhob Ferdinand I. die Herren von Ems 1560 in den Reichsgrafenstand.
Auftraggeber des erbauten Renaissancepalastes war Kardinal Mark Sittich III. von Hohenems (1533–1595), Sohn von Wolf Dietrich und der Chiara de Medici.
Mark Sittich hatte zunächst als Siebzehnjähriger ebenfalls eine militärische Laufbahn in kaiserlichen Diensten begonnen, wurde dann aber von seinem Onkel Pius IV. zum Bischof von Cassano (27. April 1560), zum Statthalter der Mark Ancona (2. Mai 1560) und päpstlichen Legaten am Wiener Hof, am 26. Februar 1561 zum Kardinal der römischen Titelkirche Santi XII Apostoli und, nachdem ein erster Versuch 1560 gescheitert war, am 10. November 1561 zum Bischof von Konstanz gemacht. Mark Sittich verbrachte die meiste Zeit in Rom und entwickelte auch dort eine rege Bautätigkeit, erteilte aber 1562 auch den Auftrag zum Bau des neuen Palastes Hohenems an den italienischen Architekten Martino Longhi (“il vecchio”), der von 1562 bis etwa 1567 den Rohbau erstellte (Datierung 1565 an einer Decke im zweiten Stockwerk).
Erweitert wurde der Palast Anfang des 17. Jahrhunderts (1603–1610) von einem Neffen Mark Sittichs, Graf Kaspar von Hohenems (1573–1640). In seine Regierungszeit fällt auch die Gründung einer jüdischen Gemeinde durch einen Schutzbrief aus dem Jahr 1617 (siehe Jüdisches Museum Hohenems).
Nach dem Tod des letzten regierenden Reichsgrafen von Hohenems, Franz Wilhelm III., im Jahre 1759 erbte seine Tochter Maria Rebecca (1742–1806) den Besitz. Sie war verheiratet mit dem k.u.k. Feldmarschall Franz Xaver Graf Harrach-Rohrau-Kunewald (1732–1781). Deren einzige Tochter Maria Walburga Erbgräfin Harrach-Lustenau-Hohenems (1762–1828) heiratete 1779 Clemens Alois Reichserbtruchsess Graf Waldburg-Zeil-Trauchburg. Sie wurden 1806 regierende Grafen von Lustenau.
1813 erwarb Clemens Waldburg-Zeil-Lustenau-Hohenems (1753–1817) die Besitzungen Lustenau und Hohenems von seiner Frau. Da seine eigenen vier Kinder verstorben waren, adoptierte er noch im selben Jahr seinen Neffen, Sohn des 1. regierenden Fürsten Waldburg-Zeil, den Reichserbtruchsessen Graf Maximilian Clemens Waldburg-Zeil-Hohenems (1799–1869), der nach seinem Tod zu seinem Universalerben bestimmt wurde. 1840 wurde der Palast zur Kaserne umfunktioniert und ab 1882 von Graf Clemens Waldburg-Zeil und seiner Familie renoviert und bewohnt. Im Jahr 1912 heiratete sein zweiter Sohn Georg die Erzherzogin Elisabeth Franziska (1892–1930). 1954 übernahm der aus dieser ersten Ehe stammende älteste Sohn Franz Josef (* 1927; ein Urenkel von Kaiser Franz Joseph I. und seiner Frau Elisabeth) von seiner Cousine den Palast sowie das Schloss Glopper. Beide Immobilien befinden sich bis heute in Besitz und werden bewohnt von Franz Clemens Waldburg-Zeil und seiner Frau Stephanie.
Graf Anton Lanckoroński transportierte im Krieg viele Teile der Sammlung im Wiener Palais Lanckoroński zu seinem Freund Graf Waldburg-Zeil auf Schloss Hohenems in Vorarlberg in der Hoffnung, dass diese dort sicher vor Bombenangriffen sein würden. Im Jahr 1947 wurden Schloss und Sammlung durch einen Brand schwer in Mitleidenschaft gezogen, was die Zerstörung verschiedener Teile der Sammlung Lanckoroński zur Folge hatte. Die Höhe des Schadens ist schwer festzustellen, da es keine komplette Inventarliste der Sammlung gab. Eine Schätzung geht von 120 verlorenen Kunstwerken aus.
Im Palast befinden sich ein Restaurant und Veranstaltungsräume, die von der Palast Gastronomie GmbH betrieben werden.

## Architektur
Der regelmäßige, dreigeschoßige Baukörper mit Satteldächern um einen Rechteckhof wurde von Martino Longhi geplant. Im Norden und Süden befinden sich zweiachsige Eckrisalite unter Zeltdächern, und die Mittelachse wird durch ein plastisch gegliedertes Rundbogenportal betont. Der Palast von Hohenems ist der bedeutendste Renaissancebau Westösterreichs.

## Die Nibelungenliedhandschriften aus Hohenems
Überregionale Bekanntheit erlangte das Schloss als Fundstelle der beiden Handschriften („A“ und „C“) des mittelhochdeutschen Nibelungenliedes.
Ein alemannischer Schreiber aus dem Oberrheintal schrieb das Manuskript um etwa 1220 nach einer früheren bayerischen Vorlage. Die Kunst und Literatur sammelnden Emser Grafen, insbesondere Jakob Hannibal I. von Hohenems (1530–1587) und Caspar von Hohenems (1573–1640), erwarben vermutlich im 15. oder 16. Jahrhundert die Handschriften.
Die Wiederentdeckung der Handschrift C ist dem Arzt Jacob Hermann Obereit aus Lindau zu verdanken. Dieser hatte eine besondere Vorliebe für alte Bücher und Schriften. Auf der Suche danach wurde er vom Zürcher Gelehrten Johann Jakob Bodmer darauf aufmerksam gemacht, dass in den Burgen, Schlössern und Klöstern des Bodenseeraumes so manches zu finden sei. Am Peter-und-Paulus-Tag des Jahres 1755 begab sich Oberreit nach Hohenems zu seinem Freund, dem Oberamtmann Franz Joseph von Wocher und erhielt durch dessen Vermittlung beim Schlossverwalter Zutritt in die gräfliche Bibliothek im Palast Hohenems. Man ließ ihm anscheinend freie Hand bei seiner Suche. 
Von Wocher reiste auf Veranlassung Bodmers Jahre später, am 9. September 1779, von seinem Wohnsitz in Levis nach Hohenems und fand hier die Hohenems-Münchener Handschrift A. Er sandte den Band an Bodmer und berichtete dazu am 10. September: „… ich traf den ganzen beträchtlychen, nun bey nahe vermoderten Büchervorrath in zerschiedenen Haufen auf einander liegend an, und nach langem Durchwühlen glückte es mir endlich, das alte Gedicht: Das Liet der Nibelungen zu finden …“.
Die beiden Handschriften kamen zusammen mit anderen Gegenständen und den meisten Bildern bzw. Porträts aus dem Palast 1803 nach Bistrau in Böhmen, wo die Enkelin des letzten Emser Grafen, die oben genannte Maria Walburga lebte. Diese schenkte 1807 die beiden Handschriften ihrem Advokaten Michael Schuster; Schuster wiederum verkaufte die jüngere Handschrift „A“ an die königliche Hofbibliothek in München, wo sie sich noch befindet.
Die Handschrift „C“ verkaufte er während des Wiener Kongresses (1814 bis 1815) an einen Händler namens Frickert und verlangte 1000 Gulden dafür. Mehrere Interessenten, wie der österreichische Kaiser Franz Joseph, George Spencer, 4. Duke of Marlborough und andere, bemühten sich um den Erwerb, ebenso wie der Germanist und Sammler Freiherr Joseph von Laßberg, späterer Besitzer der Meersburg am Bodensee, der sich jahrelang bemüht hatte, in den Besitz dieser Handschrift zu gelangen. Von seiner Gönnerin, der Fürstin Elisabeth zu Fürstenberg, bekam letzterer schließlich die erforderlichen Mittel vorgestreckt. 1853 erwarb die Hofkammer Donaueschingen des Fürsten zu Fürstenberg die Laßberg’sche Bibliothek samt der unschätzbar wertvollen Handschrift. Seit dem Verkauf der fürstlich fürstenbergischen Bibliothek 2001 wird die Handschrift als Eigentum der Landesbank Baden-Württemberg und der Bundesrepublik Deutschland in der Badischen Landesbibliothek in Karlsruhe aufbewahrt.